# Short track agli VIII Giochi asiatici invernali - 500 metri maschili
La specialità dei 500 metri maschili di short track degli VIII Giochi asiatici invernali si è svolta il 21 febbraio 2017 all'Arena del Ghiaccio Makomanai nel distretto di Minami-ku a Sapporo, in Giappone. 

## Risultati
Legenda
- ADV — Avanzamento
- PEN — Penalità
- q — Qualifificato per il tempo

### Batterie

#### Gruppo 1
| Class | Atleta                     | Tempo  | Note |
| ----- | -------------------------- | ------ | ---- |
| 1     | Wu Dajing (CHN)            | 41.248 | Q    |
| 2     | Kim Chol-gwang (PRK)       | 43.685 | Q    |
| 3     | Lucas Ng (SGP)             | 45.115 | q    |
| 4     | Ben Whiteside (NZL)        | 49.456 |      |
| 5     | Mubarak Al-Mohannadi (QAT) | 59.105 |      |

#### Gruppo 2
| Class | Atleta                     | Tempo    | Note |
| ----- | -------------------------- | -------- | ---- |
| 1     | Han Seung-soo (KOR)        | 42.236   | Q    |
| 2     | Kelvin Tsang (HKG)         | 45.910   | Q    |
| 3     | Teerasak Boonpok (THA)     | 46.660   |      |
| 4     | Ariff Rasydan Fadzli (MAS) | 47.083   |      |
| 5     | Mohammed Al-Sahouti (QAT)  | 1:08.645 |      |

#### Gruppo 3
| Class | Atleta                     | Tempo  | Note |
| ----- | -------------------------- | ------ | ---- |
| 1     | Ren Ziwei (CHN)            | 41.597 | Q    |
| 2     | Chris Jarden (NZL)         | 47.209 | Q    |
| 3     | Sohan Sudhir Tarkar (IND)  | 47.736 |      |
| 4     | Hazim Syahmi Shahrum (MAS) | 47.990 |      |
| 5     | Atip Navarat (THA)         | 49.451 |      |

#### Gruppo 4
| Class | Atleta                   | Tempo    | Note |
| ----- | ------------------------ | -------- | ---- |
| 1     | Han Tianyu (CHN)         | 41.908   | Q    |
| 2     | Su Jun-peng (TPE)        | 44.070   | Q    |
| 3     | Denali Blunden (AUS)     | 46.116   | q    |
| 4     | Wong De Vin (MAS)        | 46.352   |      |
| 5     | Steavanus Wihardja (INA) | 1:03.383 |      |

#### Gruppo 5
| Class | Atleta                        | Tempo    | Note |
| ----- | ----------------------------- | -------- | ---- |
| 1     | Keita Watanabe (JPN)          | 42.526   | Q    |
| 2     | Sidney Chu (HKG)              | 45.829   | Q    |
| 3     | Johanes Wihardja (INA)        | 49.510   |      |
| 4     | Prakit Bovornmongkolsak (THA) | 51.832   |      |
| 5     | G. V. Raghavendra (IND)       | 1:26.586 |      |

#### Gruppo 6
| Class | Atleta                       | Tempo    | Note |
| ----- | ---------------------------- | -------- | ---- |
| 1     | Park Se-yeong (KOR)          | 42.306   | Q    |
| 2     | Lin Xian-you (TPE)           | 44.751   | Q    |
| 3     | Oky Andrianto (INA)          | 48.930   |      |
| 4     | Andy Jung (AUS)              | 1:12.243 | ADV  |
| 5     | Yerkebulan Shamukhanov (KAZ) | 1:19.276 |      |

#### Gruppo 7
| Class | Atleta                  | Tempo    | Note |
| ----- | ----------------------- | -------- | ---- |
| 1     | Takayuki Muratake (JPN) | 42.584   | Q    |
| 2     | Adil Galiakhmetov (KAZ) | 42.779   | Q    |
| 3     | Keanu Blunden (AUS)     | 43.279   | q    |
| 4     | Lin Chun-chieh (TPE)    | 45.804   |      |
| 5     | Jumah Al-Sulaiti (QAT)  | 1:01.190 |      |

#### Gruppo 8
| Class | Atleta                   | Tempo  | Note |
| ----- | ------------------------ | ------ | ---- |
| 1     | Seo Yi-ra (KOR)          | 41.693 | Q    |
| 2     | Ryosuke Sakazume (JPN)   | 41.936 | Q    |
| 3     | Mersaid Zhaxybayev (KAZ) | 42.431 | q    |
| 4     | Akash Aradhya (IND)      | 45.457 |      |

### Quarti di finale

#### Gruppo 1
| Class | Atleta                   | Tempo  | Note |
| ----- | ------------------------ | ------ | ---- |
| 1     | Wu Dajing (CHN)          | 40.761 | Q    |
| 2     | Ryosuke Sakazume (JPN)   | 40.984 | Q    |
| 3     | Takayuki Muratake (JPN)  | 41.637 |      |
| 4     | Mersaid Zhaxybayev (KAZ) | 45.228 |      |
| 5     | Chris Jarden (NZL)       | 45.737 |      |

#### Gruppo 2
| Class | Atleta                  | Tempo  | Note |
| ----- | ----------------------- | ------ | ---- |
| 1     | Ren Ziwei (CHN)         | 41.439 | Q    |
| 2     | Keita Watanabe (JPN)    | 41.638 | Q    |
| 3     | Adil Galiakhmetov (KAZ) | 41.834 |      |
| 4     | Keanu Blunden (AUS)     | 42.271 |      |
| 5     | Kelvin Tsang (HKG)      | 45.923 |      |

#### Gruppo 3
| Class | Atleta               | Tempo  | Note |
| ----- | -------------------- | ------ | ---- |
| 1     | Seo Yi-ra (KOR)      | 41.482 | Q    |
| 2     | Park Se-yeong (KOR)  | 41.569 | Q    |
| 3     | Kim Chol-gwang (PRK) | 43.056 |      |
| 4     | Lucas Ng (SGP)       | 46.432 |      |
| —     | Sidney Chu (HKG)     | PEN    |      |

#### Gruppo 4
| Class | Atleta               | Tempo  | Note |
| ----- | -------------------- | ------ | ---- |
| 1     | Han Tianyu (CHN)     | 41.158 | Q    |
| 2     | Han Seung-soo (KOR)  | 41.270 | Q    |
| 3     | Andy Jung (AUS)      | 43.475 |      |
| 4     | Su Jun-peng (TPE)    | 43.687 |      |
| 5     | Lin Xian-you (TPE)   | 44.160 |      |
| 6     | Denali Blunden (AUS) | 45.311 |      |

### Semifinali

#### Gruppo 1
| Class | Atleta                 | Tempo  | Note |
| ----- | ---------------------- | ------ | ---- |
| 1     | Wu Dajing (CHN)        | 40.714 | QA   |
| 2     | Seo Yi-ra (KOR)        | 41.042 | QA   |
| 3     | Han Seung-soo (KOR)    | 41.098 | QB   |
| —     | Ryosuke Sakazume (JPN) | PEN    |      |

#### Gruppo 2
| Class | Atleta               | Tempo  | Note |
| ----- | -------------------- | ------ | ---- |
| 1     | Han Tianyu (CHN)     | 41.296 | QA   |
| 2     | Park Se-yeong (KOR)  | 41.469 | QA   |
| 3     | Ren Ziwei (CHN)      | 41.590 | QB   |
| 4     | Keita Watanabe (JPN) | 42.206 | QB   |

### Finali

#### Finale B
| Class | Atleta               | Tempo  |
| ----- | -------------------- | ------ |
| 1     | Ren Ziwei (CHN)      | 41.608 |
| 2     | Han Seung-soo (KOR)  | 41.675 |
| 3     | Keita Watanabe (JPN) | 41.753 |

#### Finale A
| Class   | Atleta              | Tempo  |
| ------- | ------------------- | ------ |
| Oro     | Wu Dajing (CHN)     | 40.764 |
| Argento | Seo Yi-ra (KOR)     | 40.842 |
| Bronzo  | Park Se-yeong (KOR) | 41.182 |
| 4       | Han Tianyu (CHN)    | 41.196 |